# Marcus Pretzell
Marcus Pretzell (ur. 16 lipca 1973 w Rinteln) – niemiecki polityk i prawnik, deputowany do Parlamentu Europejskiego VIII kadencji.

## Życiorys
Ukończył studia prawnicze na Uniwersytecie w Heidelbergu. Odbył praktykę zawodową w Paderborn, następnie od 2002 pracował w firmie prawniczej w Bielefeld. W 2009 zajął się działalnością na rynku nieruchomości.
W latach 2004–2009 należał do Wolnej Partii Demokratycznej. W 2013 zaangażował się w działalność polityczną w ramach Alternatywy dla Niemiec, bez powodzenia z jej ramienia kandydując do Bundestagu. W wyborach w 2014 z listy wyborczej AfD uzyskał mandat eurodeputowanego VIII kadencji. W tym samym roku objął kierownictwo partii w kraju związkowym Nadrenia Północna-Westfalia, a w 2017 został wybrany do landtagu tego landu.
Mąż Frauke Petry. W 2017, podobnie jak jego żona, opuścił AfD.